# Seven Mile, Ohio
Seven Mile là một làng thuộc quận Butler, tiểu bang Ohio, Hoa Kỳ. Năm 2010, dân số của làng này là 751 người.

## Dân số
- Dân số năm 2000: 678 người.
- Dân số năm 2010: 751 người.